# Programa Nacional de Desmontes
El Programa Nacional de Desmontes más conocido por su acrónimo PRONADE de 1972-1983 fue un programa gubernamental mexicano que pretendía talar un total de 24.598.797 ha es decir el 12% del territorio nacional (en su mayoría de selva alta perennifolia y selva mediana perennifolia y caducifolia) con el objetivo de convertir esas tierras en pastos para el ganado, pues consideraba que la vegetación original no era económicamente rentable. 
Existe mucha confusión alrededor de la historia del PRONADE pues éste fue solo uno de muchos programas con objetivos y nombres similares, ejemplo de ello es su sucesor el Comité Planificador del Desmonte, esa situación también ha dado pie a la creación de mitos a su alrededor. 

## Ideología
El PRONADE se anexaba a una política que buscaba crear “polos de desarrollo” de la cual también eran parte las comisiones de cuenca, los distritos de riego y los distritos de drenaje también llamados ahora Distritos de Temporal Tecnificado (enlace roto disponible en Internet Archive; véase el historial, la primera versión y la última)..
El objetivo de esa política era convertir a los ejidos en compañías agroindustriales, el primer paso era la creación de ejidos colectivos, figura dispuesta en la Ley Federal de Reforma Agraria de 1971 y la Ley Federal de Aguas del mismo año, esa nueva organización requería explotar comunalmente las parcelas, como una forma de reorganizarlas en unidades suficientemente largas para permitir la mecanización, el uso de pesticidas y fertilizantes.
Se crearían empleos por dos vías, temporal porque los campesinos serían los trabajadores contratados para realizar los desmontes y construcción de infraestructura y permanente pues estos mismos campesinos heredarían la nueva infraestructura para su futura explotación. Esta mayor industrialización también requeriría que las horas trabajadas fueran registradas.
Estas nuevas compañías agroindustriales se deshacerían de intermediarios, lo que permitiría maximizar las ganancias y al mismo tiempo vender comida a precios bajos. Los precios bajos a su vez harían ciertos alimentos más asequibles a la población, lo que mejoraría la nutrición del campesino y del mexicano en general.
Al mejorarse los ingresos de las comunidades rurales, se convertiría a los campesinos en sujetos de crédito, lo que permitiría a la gente tomar créditos bancarios por cuenta propia. También se incrementaría el arraigo del campesino a la comunidad y disminuiría la migración campesina a las grandes ciudades. Esta nueva organización teóricamente abriría una nueva oportunidad para una mayor participación de los campesinos en el manejo de la empresa productiva

## Historia
El 10 de abril de 1972 el presidente Luis Echeverría Álvarez recibe el estudio justificativo y proyecto de decreto para la creación de la “Comisión Nacional de Desmontes para el Fomento Agropecuario”, firmado por 15 especialistas de la UACh, el 24 de mayo da respuesta y manifiesta que se está tramitando una audiencia.
El estudio manifestaba que la reforma agraria podría ser completada haciendo un aprovechamiento integral de los recursos agropecuarios, esto solo a través de un desarrollo industrial. La solución propuesta era aumentar la producción, a través de la apertura y preparación de nuevas tierras.
De un inicio el documento muestra una disposición ganadera, arguye que en diez años Norteamérica y Europa incrementarían su demanda de carne de 50,259 a 64,445 t, pero poseían poco campo para incrementar su producción, ahí podría entrar en juego México pues este disponía aun de grandes recursos para aumentar su producción de bovinos, con estas acciones se absorberían grandes ganancias que impulsarían el desarrollo, situación que solo sería posible con el decidido apoyo económico del gobierno.
También se señalaba que la mala situación de agricultura y ganadería se debía a la falta de una dependencia oficial descentralizada, por ello se proponía la creación de la “Comisión Nacional de Desmontes para el Fomento Agropecuario” a fin de ejecutar anualmente un amplio programa de desmontes y organizar la producción, esto eliminaría problema con las compañías concesionadas que generalmente carecían de equipo adecuado y técnicos entrenados, resultando en desmontes caros y de mala calidad. 
Finalmente mencionaba que con esas acciones México también estaría cumpliendo sus compromisos con el Consejo Interamericano Económico y Social (CIES), relativos al desarrollo rural.
Vale la pena mencionar que los estudios proporcionan varios calificativos interesantes, califica de ociosa a la mano de obra en el campo, improductivas a las superficies boscosas de los climas cálidos o semicalidos y corrientes a las maderas que se encontraban en ellas, además de mencionar que todo el trabajo se haría a favor de los auténticos campesinos.

## Técnica del desmonte
Dependiendo el destino que se le daría a estas nuevas tierras, ganadero o agrícola, la metodología a seguir para el desmonte era distinta en cada caso.
Las especificaciones para los trabajos de desmonte para el uso ganadero eran las siguientes
- 1.-Tumba: consistía en el derribe y arranque de árboles, arbustos y vegetación en general, mediante métodos que permitan realizar esta labor en forma rápida, económica y eficiente, para el caso específico se seleccionaran previamente aquellos árboles que no deberán ser derribados para utilizar posteriormente como sombreados del ganado. Esta actividad se debía realizar mediante el empleo del tractor con cuchilla frontal con diente o reja en la parte inferior.

- 2.- Junta: después de la tumba, debería juntarse el material vegetal derribado y se formaran cordones o camellones con una separación de 100 m como mínimo en terrenos planos. Esta labor se efectuará como lo permitan las condiciones del lugar y de acuerdo al criterio del supervisor. El equipo a utilizar para esta operación será tractor con cuchilla frontal, con dientes o reja en la parte inferior.

- 3.-Quema de monte: es la incineración, por medio del fuego, del producto vegetal obtenido de la operación de la tumba y acamellonado, una vez que se haya secado en forma que permita su quema. Esta operación se realizara en forma manual y a satisfacción del supervisor.

- 4.-Rastreo profundo: consistirá en el paso de rastra pesada en dos sentidos, y los discos deberán penetrar en el terreno a la profundidad y ángulo que señale el supervisor; una vez ejecutado esta, se procederá a juntar las raíces que hayan aflorado y posteriormente quemarse. Esta actividad deberá realizarse con rastra pesada de 7 a 9 t con una longitud aproximada de 4 m y con 24 a 28 discos de 40 pulgadas de diámetro, lo anterior previa autorización de los técnicos responsables de establecer pradera, buscando que la fecha de la labor coincida con la época de siembra de pastos.

Las especificaciones del desmonte para aéreas que se iban a dedicar a la agricultura de temporal eran muy similares, pero a esta se le agregaban tres pasos más entre la quema de monte y el rastreo profundo con el fin de retirar cualquier obstáculo a las futuras labores agrícolas.
- Desenraice: Es la extracción, corte de raíces y de toda raigambre que existía en el terreno, hasta una profundidad de 60 cm. Para realizar esta labor se utilizara tractor con riper de tres dientes separados de centro a centro 50 cm entre sí, el movimiento del equipo debe realizarse en dos sentidos, longitudinal y transversal.

- Junta de raíces: consiste en juntar y apilar en los montones acordonados todo el material producto del desenraice. Se deberá realizar mediante el uso de tractor con cuchilla frontal con dientes o reja en la parte inferior, aplicando las pasadas necesarias de dicho equipo.

- Pepena de raíces: una vez ejecutada la junta de los residuos y tocones, se procederá a efectuar la junta de los residuos a mano, de tal manera que no queden elementos que obstaculicen las futuras labores agrícolas.

- Rastreo profundo: consistirá en el paso de rastra pesada en dos sentidos, y los discos deberán penetrar en el terreno a la profundidad y ángulo que señale el supervisor; una vez ejecutado esta, se procederá a juntar las raíces que hayan aflorado y posteriormente quemarse. Esta actividad deberá realizarse con rastra pesada de 7 a 9 t con una longitud aproximada de 4 m y con 24 a 28 discos de 40 pulgadas de diámetro.

## Desarrollo
En septiembre de 1972 el Secretario de Agricultura y ganadería, Manuel Bernardo Aguirre, anuncia oficialmente el inicio del PRONADE, poniéndose inicialmente en marcha en los Estados de Veracruz, Oaxaca y Yucatán.

## Primera etapa
La primera etapa del PRONADE comprendería el desmonte de 320.325 ha de “nuevas tierras” de las cuales 222.000 serían destinadas para actividades ganaderas:
- 40.000 en Jalisco
- 15.000 en Veracruz, aunque las proyecciones a largo plazo se ampliaban hasta 149.000
- 30.000 en Campeche
- 46.775 en Yucatán
- 25.000 en Quintana Roo
- 40.000 en Sinaloa, de las cuales 9.000 para zonas de riego, 13.000 de temporal y 18.000 para ganadería, obras que “beneficiarían” a 4.250 ejidatarios de 96 ejidos
- 20.000 en Nayarit en los municipios de Santiago Ixcuintla, Acaponeta, Rosa Morada, Tecuala y Compostela y serían destinadas completamente a la ganadería
- 63.550 en Oaxaca, iniciando con 20,000 en el municipio Matías Romero
- 40.000 en Chiapas

En 1972 en Yucatán, el PRONADE trabajo junto al Programa de Diversificación Agropecuaria de los ejidos de la zona henequenera, este programa comprendía la instalación de tres unidades de producción ejidal: porcicultura, ganadería y fruticultura, en el municipio de Halachó. La instalación de la Unidad Ganadera Ejidal fue financiada por el PRONADE, la mayoría de los ejidatarios se opuso a esta medida argumentando que además de ser una actividad extensiva que absorbe poca fuerza de trabajo, las tierras que se solicitaban eran utilizadas para el cultivo de las milpas y para la obtención de leñas y otros materiales, a pesar de esta oposición, un grupo favorecido obtuvo la aprobación de la extensión de tierras que requería la Unidad Ganadera Ejidal y esta quedó integrada por cinco ranchos que ocuparon una extensión de 6.134 ha para aproximadamente 200 ejidatarios.
En el ejido Cafetal-Limones en el estado de Quintana Roo, el PRONADE financió el establecimiento de campesinos provenientes de Guerrero y Tabasco, para ello cada familia tenía que desmontar alrededor de 50 ha de vegetación.
Para febrero de 1973 se presentaba un avance en el desmonte de 30.000 ha para fines ganaderos y 3.000 para fines agrícolas (Tiempo 12 de febrero de 1973).

## Segunda etapa
Para abril de 1974, oficialmente, se da por iniciada la segunda etapa del PRONADE, incluyendo el desmonte de: 
- 10.000 ha in San Luis Potosí
- 10.000 ha en Veracruz
- 20.000 ha en Tamaulipas
- 10.000 ha en Hidalgo
- 35.000 ha en Yucatán

El costo total de desmontar esas 85.000 ha sería de 120.000,000 pesos, esta segunda etapa fue autorizada por la Secretaría de Agricultura y Ganadería (SAG) y sería financiada por el Banco Nacional de Crédito Ejidal.
Gran parte de las tierras desmontadas en Quintana Roo en 1974, permanecieron sin trabajarse, porque los propios ejidatarios no estaban interesados en sembrar en esos terrenos por las condiciones de dureza y pedregosidad de las tierras, entonces se acahualaron, así permanecieron hasta 1979 cuando fueron nuevamente desmontadas por el Programa de Inversiones Públicas para el Desarrollo Rural (PIDER). PRONADE financia un desmonte de 80 ha en el estado de Guanajuato.
En el predio “Los Capomitos” en el municipio de Sinaloa de Leyva, Sinaloa el PRONADE impulsó el desmonte de un poco más de 3.893 ha (DOF, 2000).
En Durango el PRONADE también financia desmontes, consignado el 90% de sus recursos para desmontes destinados hacia la agricultura. Sin embargo, algunas acciones no compatibilizaban con las políticas y programas de la SARH, por lo que en 1978 se inicia un ajuste del programa de desmonte con base en los criterios fijados por la SARH.
PIDER Y EL PRONADE iniciaron en 1979 desmontes de 1.500 ha en el ejido “La Colorada” de Sonora. En agosto de 1979 se promueve el desmonte de 120 ha en el municipio de San Esteban Atatlahuca, Oaxaca.
Gracias a información suministrada por el Ing. Lorenzo Rubio Espinoza de Los Monteros también se sabe que el PRONADE fue implementado en el estado de Querétaro.

## Finalización
En 1977 José López Portillo, redujo el presupuesto del PRONADE y aproximadamente tres años después es extinguido. En 1982 el lugar del PRONADE fue tomado por el Comité Planificador del Desmonte.
Resumiendo, gracias a este estudio, ahora se sabe que el PRONADE comenzó en el año 1972 y finalizó aproximadamente en 1982. Respecto a su extensión, en total son 16 estados; Campeche, Chiapas, Durango, Guanajuato, Hidalgo, Jalisco, Nayarit, Oaxaca, Querétaro, Quintana Roo, San Luis Potosí, Sinaloa, Sonora, Tamaulipas, Veracruz y Yucatán; de los 31 que posee la república mexicana, donde se sabe que el PRONADE fue implementado. Esta evidencia de inmediato desbanca el otro gran mito sobre el PRONADE, pues es evidente que fue implementado más allá de las regiones del trópico y sub trópico húmedo mexicano.

## Financiamiento
Los desmontes estaban considerados como obras de inversión pública, por lo cual se financiaron con transferencias de la Secretaría de Hacienda al Banco Nacional de Crédito Ejidal (que en 1975 se fusionaría con el Banco Nacional Agropecuario y con el Banco Nacional de Crédito Agrícola, para formar el Banco Nacional de Crédito Rural), en calidad de institución fiduciaria, previa autorización de la Secretaría de la Presidencia.
El contrato quedó así: el Gobierno federal sería el fideicomitente, el Banco Nacional de crédito Rural el fiduciario y el PRONADE sería el fideicomiso, por lo cual también llegó a ser conocido como el fideicomiso 581.

## Resultados
El PRONADE y proyectos hermanos nunca tuvieron los resultados esperados, de hecho en la mayoría de los casos la productividad fue tan baja que nunca se lograron recuperar los costos de producción.
Cuando los programas de desarrollo fallaron miserablemente los campesinos quedaron desempleados y sin verdaderas opciones de vida. La destrucción de los ecosistemas naturales, resultado de los desmontes, acabó con una importante fuente de recursos que complementaba la alimentación de los campesinos, así como la cultura y el conocimiento tradicional. Como resultado los modos tradicionales de vida desaparecieron
Si bien las decisiones técnicas y económicas eran tomadas por las instituciones de gobierno, el dinero invertido fue siempre considerado como una extensión de crédito para los campesinos. Por lo que al fracasar los proyectos, las comunidades terminaron endeudadas y los campesinos dejaron de ser sujetos de crédito.
Estas instituciones son el ejemplo de lo que Tudela et al. 1989 llama “Desarrollo deteriorante”, porque después de su implementación las condiciones de vida empeoraron y la inequidad se incrementó.